# 89ª Squadriglia
La 89ª Squadriglia del Servizio Aeronautico del Regio Esercito dal 14 ottobre del 1918 vola con aerei Ansaldo S.V.A..

## Storia

### Prima guerra mondiale
Il 6 luglio 1918 nasce la 89ª Squadriglia Ansaldo S.V.A. su 18 SVA 6 ad ali larghe con mitragliatrice sull'ala superiore e dal 16 agosto è a Ponte San Pietro con 13 piloti tra cui il Tenente Roberto Lordi con le prime 2 Sezioni inquadrate nel Comando supremo militare italiano ma gli SVA 5 costruiti da Savoia vengono attivati dal 14 ottobre.
In ottobre è al Campo di aviazione di Busiago di Campo San Martino nel XXII Gruppo SVA (poi 22º Gruppo) per il Comando Supremo comandata dal Ten. Carlo Roccari che dispone di altri 11 piloti.
Al 4 novembre dispone di 10 SVA operativi.
Il 28 novembre crea una Sezione SVA per la Campagna di Libia (1913-1921) con 4 aerei e 4 piloti ed il 12 dicembre Roccari muore in un incidente ed il comando passa al Capitano Marinello Nelli. 
All'inizio del 1919 va a Homs (Libia) con 21 piloti per il presidio e la riconquista della colonia.
Nel 1919 la 89ª Squadriglia SVA ha 3 aerei.

### Regia Aeronautica
Nell'ottobre 1923 era in Tripolitania comandata da Arrigo Tessari sugli SVA della Regia Aeronautica a Mellaha (oggi Aeroporto militare di Mitiga).
Nel 1930 opera con 11 IMAM Ro.1 a Mellaha nell'Aviazione della Tripolitania e nel 1938 è nel 1º Gruppo Aviazione Presidio Coloniale (1º Gruppo volo) sui Caproni Ca.309 a Sirte (poi Base aerea di Ghardabiya).
Al 10 giugno 1940 è a Mellaha su 4 Ca.309 per il XX Corpo d'armata (Regio Esercito) nell'Aviazione Ausiliaria per l'Esercito.